# Lepadella tentaculata
Lepadella tentaculata is een raderdiertjessoort uit de familie Lepadellidae. De wetenschappelijke naam van deze soort is voor het eerst geldig gepubliceerd in 1892 door Cosmovici.